# Pallacanestro ai Giochi della XXIX Olimpiade
Il torneo di pallacanestro ai Giochi della XXIX Olimpiade si è disputato a Pechino dal 9 al 24 agosto 2008.
Gli Stati Uniti hanno vinto la medaglia d'oro sia nel torneo maschile sia quello femminile, sconfiggendo in finale rispettivamente la Spagna e l'Australia. Per la nazionale maschile si trattò del 13º oro olimpico, mentre per quella femminile fu il 6º successo.

## Sedi delle partite
| Fase             | Città   | Impianto                |
| ---------------- | ------- | ----------------------- |
| Torneo maschile  | Pechino | Wukesong Indoor Stadium |
| Torneo femminile | Pechino | Wukesong Indoor Stadium |

## Squadre partecipanti

### Torneo maschile
Le squadre partecipanti al torneo maschile furono 12. Oltre alla Cina (paese ospitante) fu ammessa di diritto anche la Spagna, vincitrice dei Mondiali 2006.
Altri 7 posti vennero garantiti alle squadre vincitrici dei cinque campionati continentali, ed alle finaliste degli Europei 2007 e dell'Americas Championship 2007.
Il Torneo di Qualificazione Olimpica assegnò gli ultimi 3 posti.
Paese ospitante
- Cina

Vincitrice dei Mondiali 2006
- Spagna

Prime 2 agli Europei 2007
- Russia
- Lituania

Prime 2 all'Americas Championship 2007
- Stati Uniti
- Argentina

Vincitrice dell'AfroBasket 2007
- Angola

Vincitrice dell'Asia Championship 2007
- Iran

Vincitrice dell'Oceania Championship 2007
- Australia

Ammesse tramite il Torneo di Qualificazione
- Croazia
- Grecia
- Germania

### Torneo femminile
Così come per il torneo maschile, anche le nazionali femminili furono 12. Furono ammesse di diritto la Cina (paese ospitante), l'Australia (oro ai Mondiali 2006) e le vincitrici dei campionati continentali disputati nel 2007. Il Torneo di Qualificazione Olimpica assegnò 5 posti.
Paese ospitante
- Cina

Vincitrice dei Mondiali 2006
- Australia

Vincitrice dell'EuroBasket 2007
- Russia

Vincitrice dell'Asia Championship 2007
- Corea del Sud

Vincitrice dell'AfroBasket 2007
- Mali

Vincitrice dell'Americas Championship 2007
- Stati Uniti

Vincitrice dell'Oceania Championship 2007
- Nuova Zelanda

Ammesse tramite il Torneo di Qualificazione
- Brasile
- Rep. Ceca
- Lettonia
- Spagna
- Bielorussia

## Calendario
| Uomini |     | 1°T |     | 1°T |     | 1°T |     | 1°T |     | 1°T |    | Q. |    | SF |        | Finale |
| Donne  | 1°T |     | 1°T |     | 1°T |     | 1°T |     | 1°T |     | Q. |    | SF |    | Finale |        |

|  | Gironi |  | Quarti |  | Semifinali |  | Finali |

## Podi
| Evento           | Oro         | Argento   | Bronzo    |
| Torneo maschile  | Stati Uniti | Spagna    | Argentina |
| Torneo femminile | Stati Uniti | Australia | Russia    |